# Goezia
Goezia ist eine Gattung der Spulwürmer mit 38 Arten.

## Merkmale
Die Kutikula-Ringe haben, im Gegensatz zu den Anisakinae, am Hinterrand Dornen. Die Lippen sind abgeflacht und nach außen erweitert, Zwischenlippen (Interlabia) fehlen. Der Ösophagus ist kräftig und keulenförmig. Er mündet in einen kleinen Ventriculus, aus dem, im Gegensatz zu Amphibiogoezia, ein einzelner oder doppelter langer Anhang entspringt. Ein Blinddarm ist vorhanden. Die beiden Spicula der Männchen sind unterschiedlich, ein Gubernaculum fehlt, was sie ebenfalls von der Schwestergattung Amphibiogoezia unterscheidet.

## Systematik
Die Gattung gehört in die Tribus Goeziini und die Untertribus Goeziinii. Zur Gattung gehören folgende Arten:
- Goezia alii Kaur & Khera, 1991
- Goezia anguillae Lèbre & Petter, 1983
- Goezia annulata (Molin, 1859)
- Goezia argentimaculatii Rizwana, Rehana-Ghazi, Khatoon & Bilqees, 2000
- Goezia armata Rudolphi, 1801
- Goezia ascaroides (Goeze, 1782)
- Goezia bangladeshi Akther, Alam, DSilva, Bhuiyan, Bristow & Berland, 2004
- Goezia bilqeesae Gupta & Masoodi, 1990
- Goezia brasiliensis Moravec, Kohn & Fernandes, 1994
- Goezia brevicaeca Moravec, Kohn & Fernandes, 1994
- Goezia chitali Zaidi & Khan, 1975
- Goezia fastigatus Chandler, 1935
- Goezia fluviatalis Johnston & Mawson, 1940
- Goezia gavialidis Maplestone, 1930
- Goezia gobia Wang
- Goezia hians Dujardin, 1845
- Goezia holmesi Sprent, 1978
- Goezia inermis Zeder, 1800
- Goezia intermedia Rasheed, 1965
- Goezia kliksi Deardorff & Overstreet, 1980
- Goezia kollari (Molin, 1859)
- Goezia lacerticola Deardorff & Overstreet, 1979
- Goezia leporini Martins & Yoshitoshi, 2003
- Goezia minuta Chandler, 1935
- Goezia moraveci De & Dey, 1992
- Goezia nankingensis Hsu, 1933
- Goezia nonipapillata Osorio-Sarabia, 1982
- Goezia oncorhynchi
- Goezia pakistanica Bilqees, Fatima & Rehana, 1977
- Goezia parvus Wang & Wu
- Goezia pelagia Deardorff & Overstreet, 1980
- Goezia pseudoascaroides Rehana & Bilqees, 1972
- Goezia rasheedae Gupta & Masoodi, 1990
- Goezia sigalasi Stefanski, 1938
- Goezia sinamora Deardorff & Overstreet, 1980
- Goezia spinulosa Diesing, 1939
- Goezia taunsai Zaidi & Khan, 1975
- Goezia tricirrata Osmanov, 1940

Synonyme sind Cochlus, Colchus, Cucullanus, Goetzia, Lecanocephalus, Prionoderma und Pseudogoezia.